# Congrès universel d'espéranto de 1926
Pour un article plus général, voir Congrès universel d'espéranto.
Le congrès universel d’espéranto de 1926 est le 18e congrès universel d’espéranto, organisé en août 1926, à Édimbourg en Écosse. 